# 5-MeO-DMT
5-MeO-DMT, 5-метоксидиметилтриптамин — сильное психоактивное вещество из класса триптаминов. 5-MeO-DMT обнаруживается во многих растениях, а также в секрециях некоторых жаб (например, колорадской жабы). Является родственным таким веществам, как диметилтриптамин (DMT) и буфотенин (5-HO-DMT). Имеет тысячелетнюю историю использования в качестве энтеогена в шаманских практиках в Южной Америке.

## История
5-MeO-DMT был впервые синтезирован в 1936 году, а в 1959 году был выделен из растения Dictyoloma incanescens. Позднее, его обнаружили в других растениях (Анаденантера, Канареечник и Вирола), грибах (Мухомор поганковидный и Мухомор порфировый), а также в выделениях ядовитых желёз колорадской жабы и в некоторых млекопитающих.

## Синтез
В нелегальных условиях может быть получен путем щелочного гидролиза мелатонина, с последующим восстановительным алкилированием.
Альтернативным методом синтеза может также являться  введение гидроксильной группы -OH в Диметилтриптамин.

## Фармакология
5-MeO-DMT является метокси-аналогом DMT. Фармакологическое действие происходит главным образом за счёт воздействия на серотониновые (5HT) рецепторы. В частности, эта молекула показывает высокое сродство с подтипами 5-HT1 и 5-HT2. Также могут быть вовлечены дополнительные механизмы действия, такие, как ингибирование обратного захвата моноаминов.

## Использование

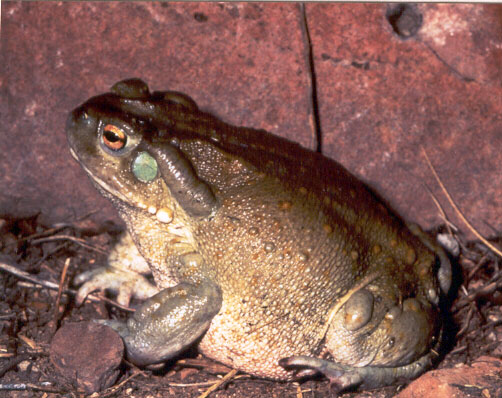
Колорадская жаба, которая содержит 5-MeO-DMT

Средняя эффективная дозировка — 10—20[уточнить] мг. Эффект наступает буквально в считанные секунды после внутривенного введения или выкуривания. Максимальное действие наступает через 5—10 минут после приёма вещества. Общее время действия — приблизительно 10—20 минут.

### Использование в религии
Церковь Дерева Жизни, основанная 3 ноября 1971 года Джоном Манном, использовала в своей практике употребление вещества в качестве таинства. Вещество было доступно членам этой церкви приблизительно с 1971 года до поздних 1980-х; после 1986-го также было доступно для некоторых религиозных групп из духовного центра. Между 1970 и 1990 курение 5-MeO-DMT с петрушкой было одним из самых частых форм употребления вещества в США. В 1979 году активных членов Церкви Дерева Жизни было менее, чем 6000.